# Antoine Cornil
Antoine Cornil (ur. 2 lutego 1998) – belgijski siatkarz, grający na pozycji przyjmującego. 

## Sukcesy klubowe
Puchar Belgii:
- 2018[2], 2019, 2020

Mistrzostwo Belgii:
- 2018, 2019

Superpuchar Belgii:
- 2018, 2019